# Rahel Meyer
Rahel Meyer (geboren als Rahel Weiß am 11. März 1806 in Danzig; gestorben 5. Februar 1874 in Berlin) war eine deutsche Schriftstellerin. Sie publizierte unter dem Pseudonym Rahel.

## Leben
Rahel Weiß wurde nach dem Tod ihrer Schwester Friederike mit deren Witwer, dem Bernsteinhändler Zacharias Meyer (1797–1871), verheiratet. Sie widmete sich der Erziehung ihrer zwei Kinder und dem Haushalt und versuchte sich aus eigener Kraft zu bilden. Die Familie zog 1852 aus beruflichen Gründen nach Wien, wo sie auf die Schriftsteller Leopold Kompert und Ludwig August von Frankl traf. Ihr erster Roman Zwei Schwestern erschien 1853. Die biografische Novelle Rachel (Wien, 1859) behandelte das Leben der im Jahr davor gestorbenen französischen Schauspielerin Rachel Félix. Meyer lebte ihre letzten Jahre bei einer ihrer Töchter in Berlin. Im Unterschied zu den von ihr darob kritisierten Salonnièren Henriette Herz, Rahel Varnhagen und Fanny Lewald blieb sie dem Judentum treu, lehnte aber jeden religiösen Zwang ab. 

## Familie
Ein gemeinsamer Sohn Robert Meyer heiratete am 8. Juli 1874 in Königsberg Johanna Auguste Haasler. Die Tochter des Ehepaars, Anna Meyer (1842–1912), heiratete am 2. Juni 1863 in Berlin den Bankier Marcus, genannt Max Neumann (1823–1901).
Elsa Neumann, die erste Frau, die an der Berliner Universität promoviert wurde, war Rahel Meyers Enkelin; ein weiterer Enkel war der Afrikareisende und Ornithologe Oscar Neumann.

## Werke
- Gedichte. Danzig : Ewert, 1826

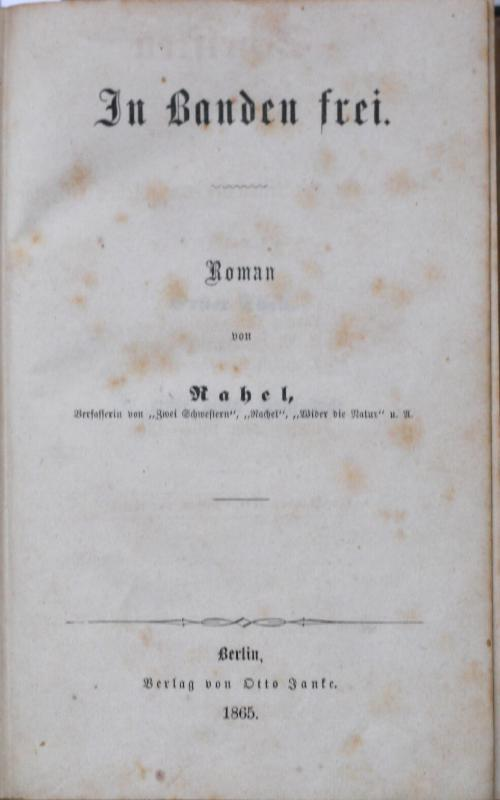
Rahel: In Banden frei (1865)

- anonym: Zwei Schwestern : ein Roman. Berlin : Veit und Comp., 1853
- Rahel: Rachel : eine biographische Novelle. Leipzig : Niest, 1859
- Rahel: Wider die Natur. Roman. Berlin : Otto Janke, 1863
- Rahel: In Banden frei. Roman. Berlin : Otto Janke, 1865